# Essenspanner
De essenspanner (Ennomos fuscantaria) is een vlinder uit de familie van de spanners, de Geometridae. De voorvleugellengte bedraagt tussen de 17 en 21 millimeter. De soort komt verspreid over het West-Palearctische gebied voor. Hij overwintert als ei.

## Waardplanten
De essenspanner heeft als waardplanten vooral gewone es en in mindere mate liguster en andere struiken.

## Voorkomen in Nederland en België
De essenspanner is in Nederland een zeer zeldzame en in België een zeldzame soort, die verspreid over het hele gebied kan worden gezien. De vlinder kent jaarlijks één generatie, die vliegt van eind juli tot halverwege oktober.